# Kláštorská dolina
Kláštorská dolina (pol. Dolina Klasztorska) – długa, rozległa dolina w Karpatach Zachodnich na Słowacji, opadająca w kierunku z zachodu na wschód i schodząca ku Kotlinie Turczańskiej. W swej górnej części, powyżej osady Predvrícko, dolina leży na terenie zachodniej (tzw. Luczańskiej) części Małej Fatry. W dolnej części stanowi granicę między Małą Fatrą (na północy) a leżącym na południu pasmem Żaru.
Zamknięcie głównego ciągu doliny opiera się o wysoki na 1200–1300 m n.p.m. grzbiet Małej Fatry na odcinku od szczytu Reváňa (1204 m na południu po szczyt Kľaku (1351 m) na północy. Od północy ogranicza ją fragment głównego grzbietu Luczańskiej Małej Fatry od Kľaku przez Vrícke sedlo (950 m) po szczyt Jankova (1163 m), a dalej schodzący ku wschodowi szeroki grzbiet Kýčery (1095 m). Od południa dolinę ogranicza grzbiet biegnący od Revania przez szczyty Bukovec(1148 m), Vrania skala (1004 m) i Holice (980 m) na Vrícke sedlo (686 m) n.p.m., a następnie grzbiet Sokol, zakończony szczytem Zniev z ruinami zamku Zniev. Wylot doliny do Kotliny Turczańskiej w rejonie Klasztoru pod Znievem na wysokości ok. 500 m. Długość doliny od głównego grzbietu wododziałowego pod Kľakiem do leżącego u jej wylotu Klasztoru pod Znievem wynosi 14 km.
W górnej części, powyżej wsi Vrícko (ok. 600 m) dolina dzieli się na dwie niemal równe odnogi: główną południową, występującą jako Dlhá dolina oraz północną, w której m.in. znajduje się Kľacký vodopád. Doliną na całej jej długości płynie potok Vríca.
Dolną częścią doliny po Predvrícko i dalej przez Vrícke sedlo do Kľačna biegnie lokalna droga z Kotliny Turczańskiej do Kotliny Górnonitrzańskiej. Z Predvrícka do Vrícka biegnie również asfaltowa szosa. W górnej części doliny jej północnym odgałęzieniem biegną z Vrícka znakowane: zielony na Kľak i żółty na Vrícke sedlo (950 m).